# 後共產主義
後共產主義是对欧洲和亚洲的一些过去的共产主义国家在其经济和政治转换过程中的一种不正式的称呼。

## 语言学
後共產主義这个词从语言学的观念上来看是非常不准确的，因为没有一个被称为后共产主义的国家将它们自己看作是一个共产主义国家，这些国家中没有一个将它们的社会制度看作是共产主义的，因此技术上来看“后共产主义”并不存在。这些国家只是因为它们过去属于共产主义阵营，它们的执政党过去是共产党，因此它们今天才被称为是“后共产主义”。

## 政治
不论在东欧还是在西欧过去的共产党都以苏联的共产党为榜样。1989年东欧共产主义国家政府被推翻后大多数这些共产党都分裂为两派：一个改革派的社会民主党和一个新的共产党。在所有东欧国家中新产生的社会民主党都是比较大的一派。
由于经济改革和向资本主义的转换所造成的问题如贫困和失业使得许多这些过去的共产党，今天的社会民主党越来越多地受到欢迎。在过去15年中它们几乎全部获得选举胜利。但使它们的选民大吃一惊的是，毫无例外地所有这些过去的共产党和今天的社会民主党在执政后都走上了非常资本主义的、新自由主义的道路。因此许多失望的选民近年中转向剩下的新共产党。
在西欧许多共产党改变了它们的政策，它们变得比较温和，不像过去那么激进了。过去社会主义阵营中的革命派和改革派之间的差异和冲突变小了，改革派占大数。

## 经济
早在1980年代，一些过去的社会主义国家就开始将它们的经济从计划经济转变为市场经济。他们是借助资本主义的成果来发展社会主义。
对当地的居民来说这个转换往往是一个生活条件的恶化。1990年代初许多地方的生活水平骤降，在其后十余年间逐步恢复，并成为世界经济增长的促进力量。
今天大多数后共产主义国家的经济实际上是一种混合经济，但也有些国家的经济甚至比西方国家还要倾向资本主义。